# فحیص
فحیص (به عربی: الفحیص) یک شهرک در اردن است که در استان بلقاء واقع شده‌است.

## خصوصیات
فحیص ۱۳٬۱۷۱ نفر جمعیت دارد.